# Českomoravská metróállomás
Českomoravská egy metróállomás Prágában a prágai B metró vonalán.

## Szomszédos állomások
A metróállomáshoz az alábbi állomások vannak a legközelebb:
- Palmovka (Zličín)
- Vysočanská (Černý Most)

## Átszállási kapcsolatok
| B (Zličín ↔ Černý Most) |                        |                         |
| Állomás                 | Átszállási kapcsolatok | Fontosabb létesítmények |
| Českomoravská           | 151, 152, 375          |                         |